# Étriché
Étriché ist eine französische Gemeinde mit zuletzt 1.567 Einwohnern (Stand: 1. Januar 2022) im Département Maine-et-Loire in der Region Pays de la Loire. Sie gehört zum Arrondissement Angers und zum Kanton Tiercé. Die Einwohner werden Étrichéens genannt.

## Geographie
Étriché liegt etwa 25 Kilometer nordnordöstlich von Angers in der Baugeois an der Sarthe, der die westliche Gemeindegrenze bildet. Umgeben wird Étriché von den Nachbargemeinden Les Hauts-d’Anjou im Norden, Morannes sur Sarthe-Daumeray im Nordosten, Tiercé im Süden und Osten, Cheffes im Südwesten, Juvardeil im Westen sowie Châteauneuf-sur-Sarthe im Nordwesten.

## Bevölkerungsentwicklung
| Jahr                       | 1962 | 1968 | 1975 | 1982 | 1990 | 1999 | 2006 | 2018 |
| Einwohner                  | 887  | 921  | 922  | 982  | 1024 | 1162 | 1387 | 1552 |
| Quellen: Cassini und INSEE |      |      |      |      |      |      |      |      |

## Sehenswürdigkeiten
- Kirche Saint-Hilaire
- Priorat von Port-l'Abbé aus dem 12. Jahrhundert, Monument historique seit 1965

Siehe auch: Liste der Monuments historiques in Étriché